# Século XII
O século XII começou em 1 de Janeiro de 1101 e terminou em 31 de Dezembro de 1200.
No século XII, a religião foi o eixo em torno do qual giraram os eventos mais importantes da Europa. A Segunda Cruzada e a Terceira Cruzada aconteceram. A segunda das cruzadas foi um fracasso e a terceira foi relativamente bem-sucedida em tomar sob o poder dos cruzados as cidades de Jafa e a ilha de Chipre. A terceira também se destaca por ser o confronto entre três dos maiores gênios militares da Idade Média, Ricardo I da Inglaterra, também conhecido como Ricardo Coração de Leão, Frederico Barbarossa, Imperador Romano-Germânico (Alemanha), e Saladino, grande sultão do Egito e da Síria. A paz veio em 1192, quando Ricardo e Saladino concordaram que Jerusalém permaneceria sob controle muçulmano, embora o livre acesso aos peregrinos cristãos fosse permitido.
Na China da Dinastia Song, uma invasão pelos Jurchens causou um cisma político entre o norte e o sul. O Império Quemer do Camboja floresceu durante este século, enquanto a Dinastia Fatímida do Egito perdeu seu trono para a Dinastia Aiúbida. Após as expansões dos Ghaznavidas e do Sultanato Gúrida, as conquistas muçulmanas no subcontinente indiano ocorreram na virada do século.

## Pessoas importantes
- Afonso Henriques, 1° Rei de Portugal
- Saladino
- Ricardo Coração de Leão
- Hildegarda de Bingen
- Leonor da Aquitânia
- Genghis Khan
- Bhaskara Akaria
- Robin Hood

## Décadas
Década de 1100 | Década de 1110 | Década de 1120 | Década de 1130 | Década de 1140 | Década de 1150 | Década de 1160 | Década de 1170 | Década de 1180 | Década de 1190

## Anos
1101 | 1102 | 1103 | 1104 | 1105 | 1106 | 1107 | 1108 | 1109 | 1110
1111 | 1112 | 1113 | 1114 | 1115 | 1116 | 1117 | 1118 | 1119 | 1120
1121 | 1122 | 1123 | 1124 | 1125 | 1126 | 1127 | 1128 | 1129 | 1130
1131 | 1132 | 1133 | 1134 | 1135 | 1136 | 1137 | 1138 | 1139 | 1140
1141 | 1142 | 1143 | 1144 | 1145 | 1146 | 1147 | 1148 | 1149 | 1150
1151 | 1152 | 1153 | 1154 | 1155 | 1156 | 1157 | 1158 | 1159 | 1160
1161 | 1162 | 1163 | 1164 | 1165 | 1166 | 1167 | 1168 | 1169 | 1170
1171 | 1172 | 1173 | 1174 | 1175 | 1176 | 1177 | 1178 | 1179 | 1180
1181 | 1182 | 1183 | 1184 | 1185 | 1186 | 1187 | 1188 | 1189 | 1190
1191 | 1192 | 1193 | 1194 | 1195 | 1196 | 1197 | 1198 | 1199 | 1200